# Saint-Marcel-l'Éclairé
Saint-Marcel-l'Éclairé è un comune francese di 552 abitanti situato nel dipartimento del Rodano della regione Alvernia-Rodano-Alpi.

## Società

### Evoluzione demografica
Abitanti censiti